# Улица Диджёйи
У́лица Диджёйи (лит. Didžioji gatvė, пол. ulica Wielka, рус. Большая улица) — одна из древнейших улиц, если не самая древняя, в Старом городе Вильнюса; в советское время вместе с улицами Пилес и Аушрос Варту носила имя Максима Горького. Продолжая улицу Пилес, ведёт с севера на юг от Дома Франка и Пятницкой церкви к Ратуше и костёлу Святого Казимира, сливаясь с Ратушной площадью; заканчиваясь за Ратушей, костёлом Святого Казимира и дворцом Абрамовичей (ныне консерватория имени Ю. Таллат-Кялпши), продолжается улицей Аушрос Варту (Aušros vartų gatvė).

## Общая характеристика

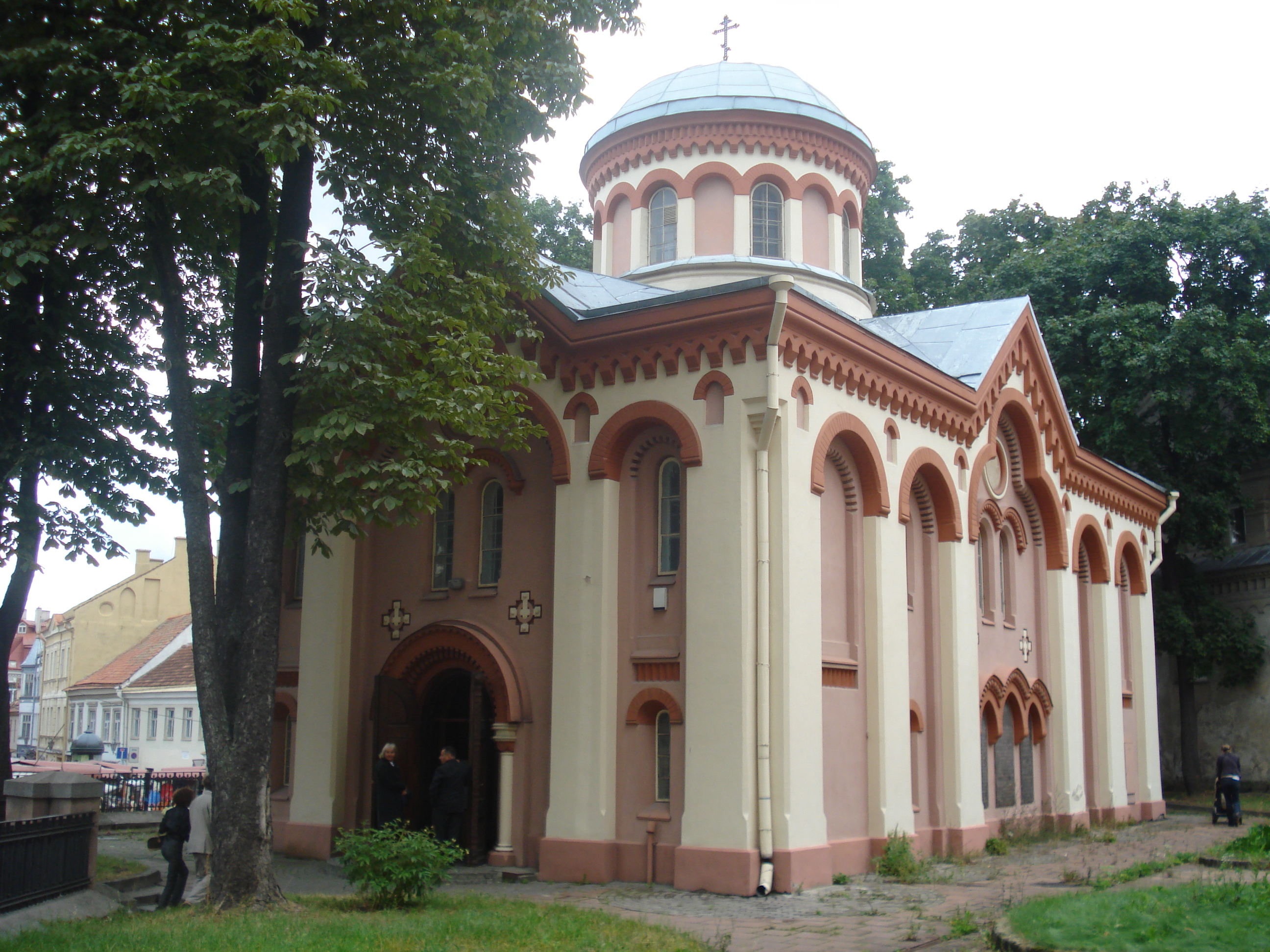
Пятницкая церковь

Длина улицы около 600 м. Вымощена брусчаткой. Вместе с улицей Пилес является основной осью Старого города, популярным местом прогулок и туристических маршрутов с живописными городскими видами, многочисленными архитектурными и историко-культурными достопримечательностями, с кафе, ресторанами, музеями и галереями, гостиницами, магазинами сувениров, дипломатическими представительствами Швеции и Турции. Улица начинается у сквера К. Сирвидаса (K.Sirvydo skveras) с правой стороны и домом Франка на пересечении с улицей Шварцо и у Пятницкой церкви по левую руку.
В левую и правую сторону от неё отходят старинные средневековые улицы Стиклю, Савичяус, Вокечю, Руднинку, Арклю. Нумерация домов начинается с Дома Франка, по правой западной стороне улицы нечётные номера, по левой восточной — чётные. Движение в начале улицы до Ратушной площади одностороннее в южном направлении, в сторону Ратуши. Застроена улица преимущественно двух- и трёхэтажными зданиями, сохранившими в своём архитектурном облике черты архитектуры готики, ренессанса, барокко, классицизма.

## Название

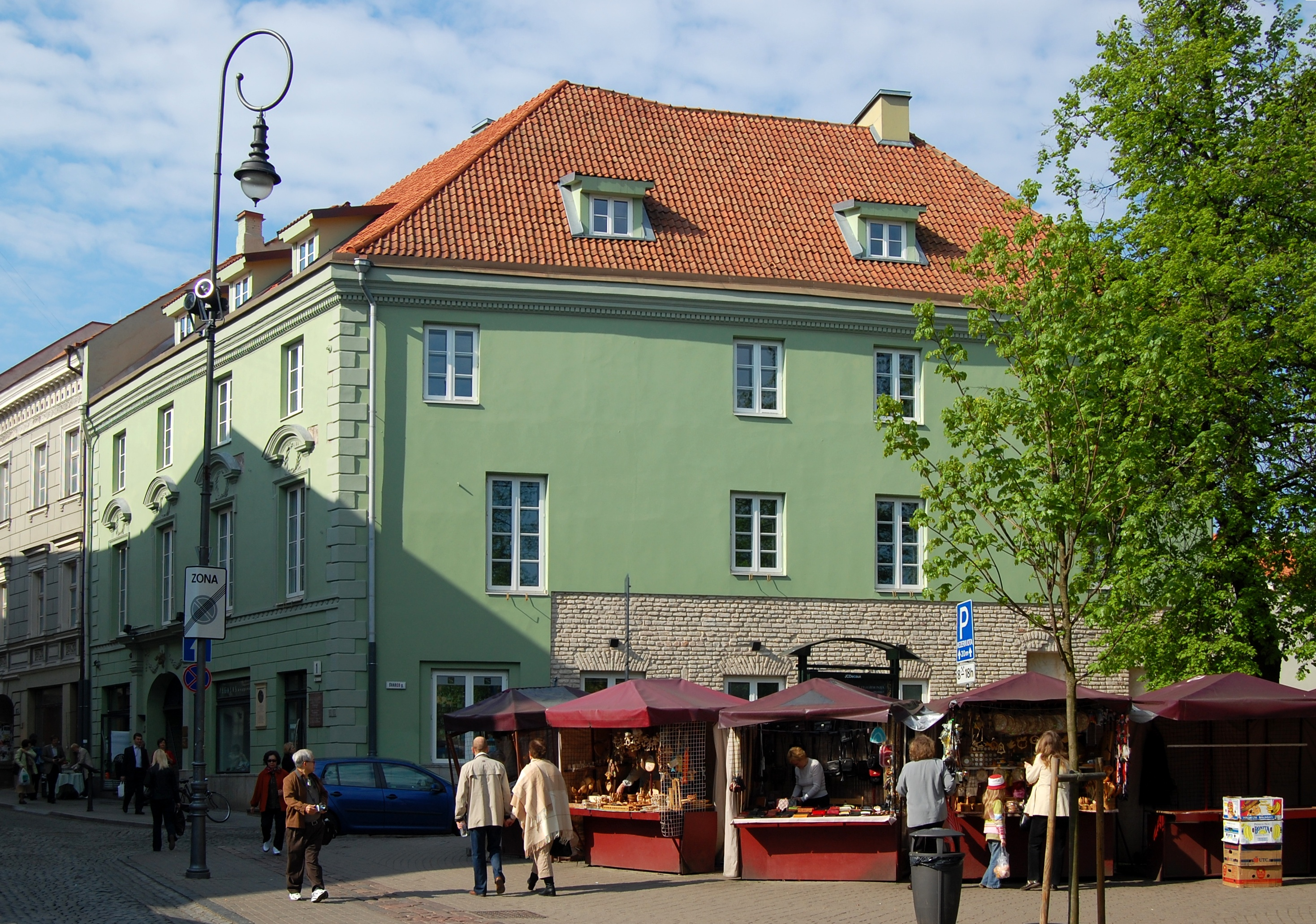
Дом Франка

Улица Диджёйи, обычно вместе с улицей Пилес, носила названия Великой, Великой Замковой, Wielka; официальное название до 1915 года — улица Большая, позднее Wielka. После передачи Вильнюса Литве в 1939 году название было литуанизировано (Didžioji, по-литовски «Большая»). Часть улицы в XVIII—XIX веках называлась также, из-за обилия торговых складов, Амбары или Имбары. После Второй мировой войны до 1987 года вместе с улицами Пилес и Аушрос Варту называлась улицей М. Горького (M. Gorkio gatvė).

## История
В старину вместе с улицей Пилес (Замковой) была главной улицей, соединявшей великокняжеский замок с ратушей и далее с городскими воротами, и носившей одно название (Большая Замковая с вариантами, например, Большая). Первые письменные упоминания об улице относятся к 1558 году.

## Примечательные здания

### Дом Франка

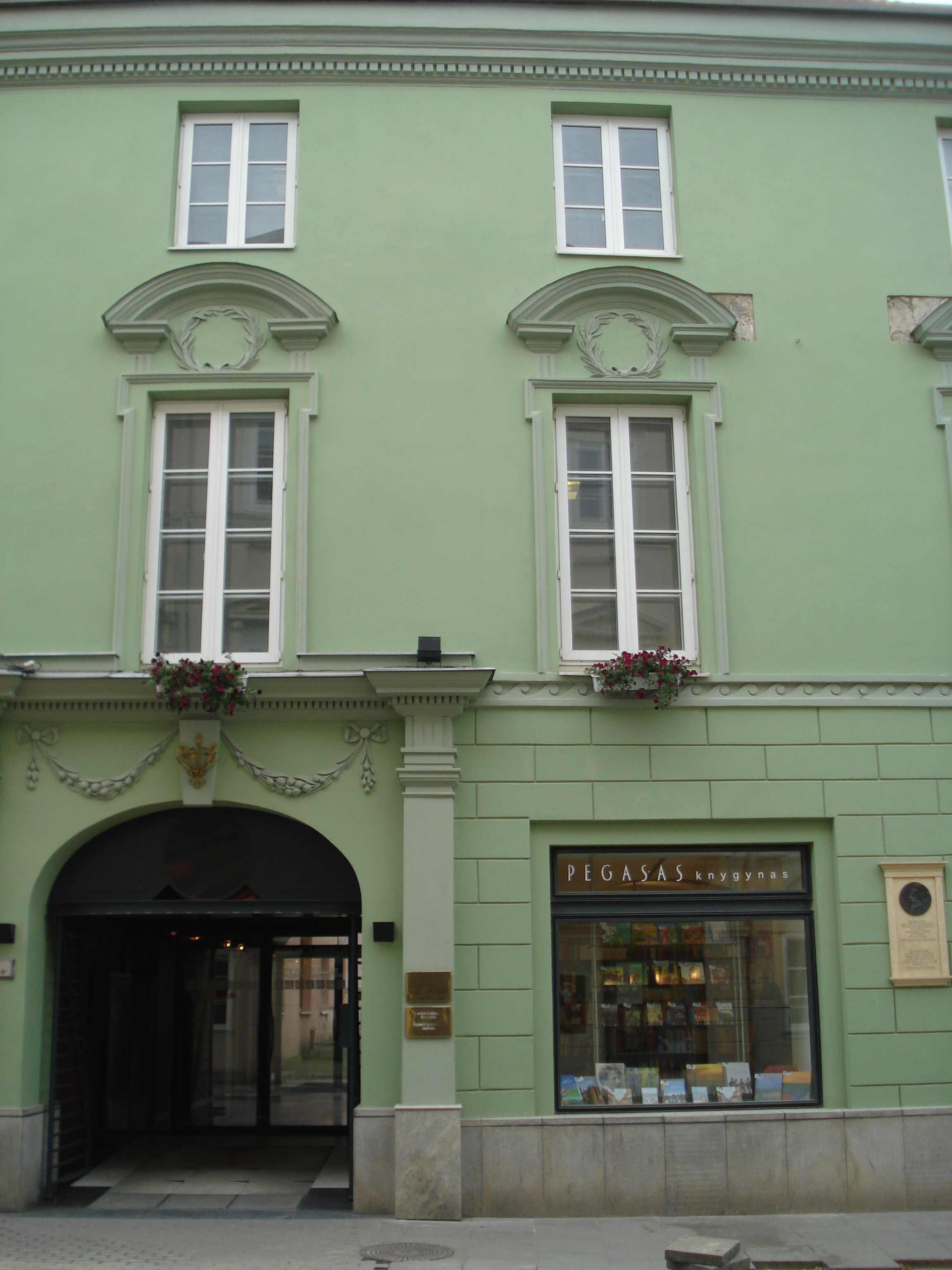
Дом Франка

Двухэтажный Дом Франка (Диджёйи 1, Didžioji g. 1) — памятник архитектуры с сохранившимися чертами готики, барокко, классицизма. В 1807 году здание реконструировал архитектор Михал Шульц приспособил его под квартиры профессоров императорского Виленского университета. Здесь жили профессор медицины Йозеф Франк, по имени которого дом получил своё название, скульптор Казимир Ельский, биолог, химик, медик Анджей Снядецкий.
Во время нашествия французов в июне — июле 1812 года в этом доме останавливался интендант французской армии Анри Мари Бейль, более известный как писатель Стендаль. Одновременно в квартиру Франка поселился главный казначей французской армии. Установленная на фасаде мемориальная таблица на французском и литовском языках гласит, что в этом доме при отступлении армии Наполеона останавливался Стендаль в декабре 1812 года.
В 1842 году здание перешло в ведение Белорусского учебного округа. Часть здания была отведена под жилые помещения чиновников управления учебного округа. Здесь же был устроен закрытый Педагогический музей. В 1919 году здание было передано Университету Стефана Батория и квартиры в этом доме отводились преподавателям университета. В 1940—1949 годах здесь до ареста советскими репрессивными органами жил русский философ, историк европейской культуры, профессор Лев Карсавин. Мемориальная таблица (скульптор Ромуалдас Квинтас) в память об этом установлена в 2005 году. В настоящее время в Доме Франка располагается Французский культурный центр, часть нижнего этажа занимает книжный магазин.

### Пятницкая церковь
По левую восточную сторону на возвышающемся над уровнем улицы площадке с металлической оградой стоит Пятницкая церковь, основанная (первоначально деревянная) при великом князе литовском Ольгерде в XIV веке. Она известна тем, что в ней в присутствии Петра I был отслужен благодарственный молебен за победу над шведским королём Карлом XII во время Северной войны (1705) и в этом же храме Петр крестил арапа Ганнибала, прадеда А. С. Пушкина. Нынешнее здание на прежнем месте было фактически заново отстроено в 1864—1865 годах (от древних строений сохранилась незначительная часть стены).

### Дворец Ходкевичей

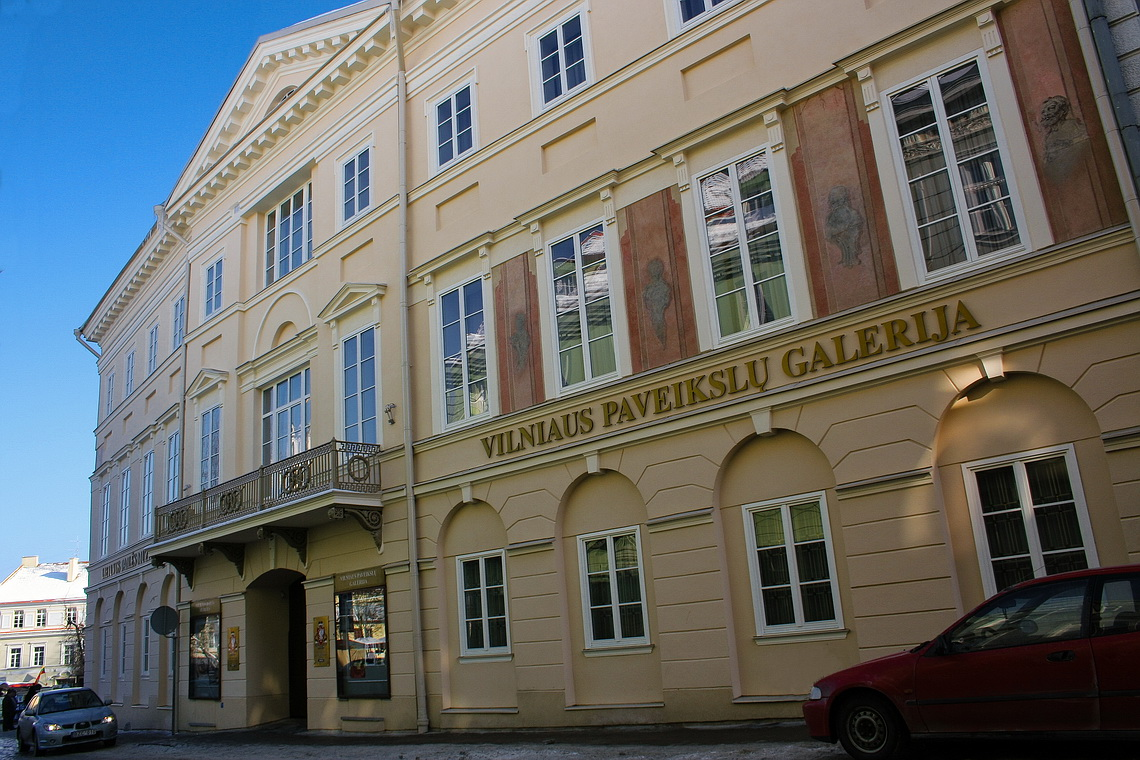
Вильнюсская картинная галерея

Напротив Дома Франка рядом с Пятницкой церковью располагается Вильнюсская картинная галерея (Vilniaus paveikslų galerija; Didžioji g. 4). Она занимает бывший дворец Ходкевичей, формировавшийся в эпоху готики и барокко. Вельможный род Ходкевичей приобрёл стоявшие в этом месте строения в 1611 и 1619 годах; здания были перестроены в резиденцию в стиле ренессансной архитектуры (по другим сведениям, замок Ходкевичей стоял здесь с XVI века). В конце XVIII века дворец пришёл в упадок и в 1803 году был приобретён Виленским университетом. В 1834 году дворец был перестроен и обрёл нынешние формы классицизма. После упразднения университета в здании располагалось управление Виленского учебного округа, жилые квартиры попечителя округа и его чиновников.
В 1919 году здание перешло в собственность Университета Стефана Батория, затем Вильнюсского университета. Здесь были устроены квартиры профессоров, в которых жили историк Игнас Йонинас, философ Василий Сеземан, биолог Пранцишкус Шивицкис, психолог Йонас Вабалас-Гудайтис и другие. С 1994 года во дворце Ходкевичей располагается Вильнюсская картинная галерея (подразделение Художественного музея Литвы), в шести исторических интерьерах и 17 выставочных залах которой экспонируются произведения художников Литвы XVI — начала XX веков

### Диджёйи 3
Фасад трёхэтажного дома по нечётной стороне улицы (Didžioji g. 3) носит черты неоклассицизма. Здание строилось и перестраивалось в периоды готики, барокко и историзма. Стены второго и третьего этажа главного фасада, также южный угол первого этажа и обрамление въездной арки отделаны рустом. Окна второго этажа украшены пилястрами и сандриками с антаблементами. Первый этаж от второго отделяет полоса с лепниной в нишах и филинги.

### Диджёйи 5

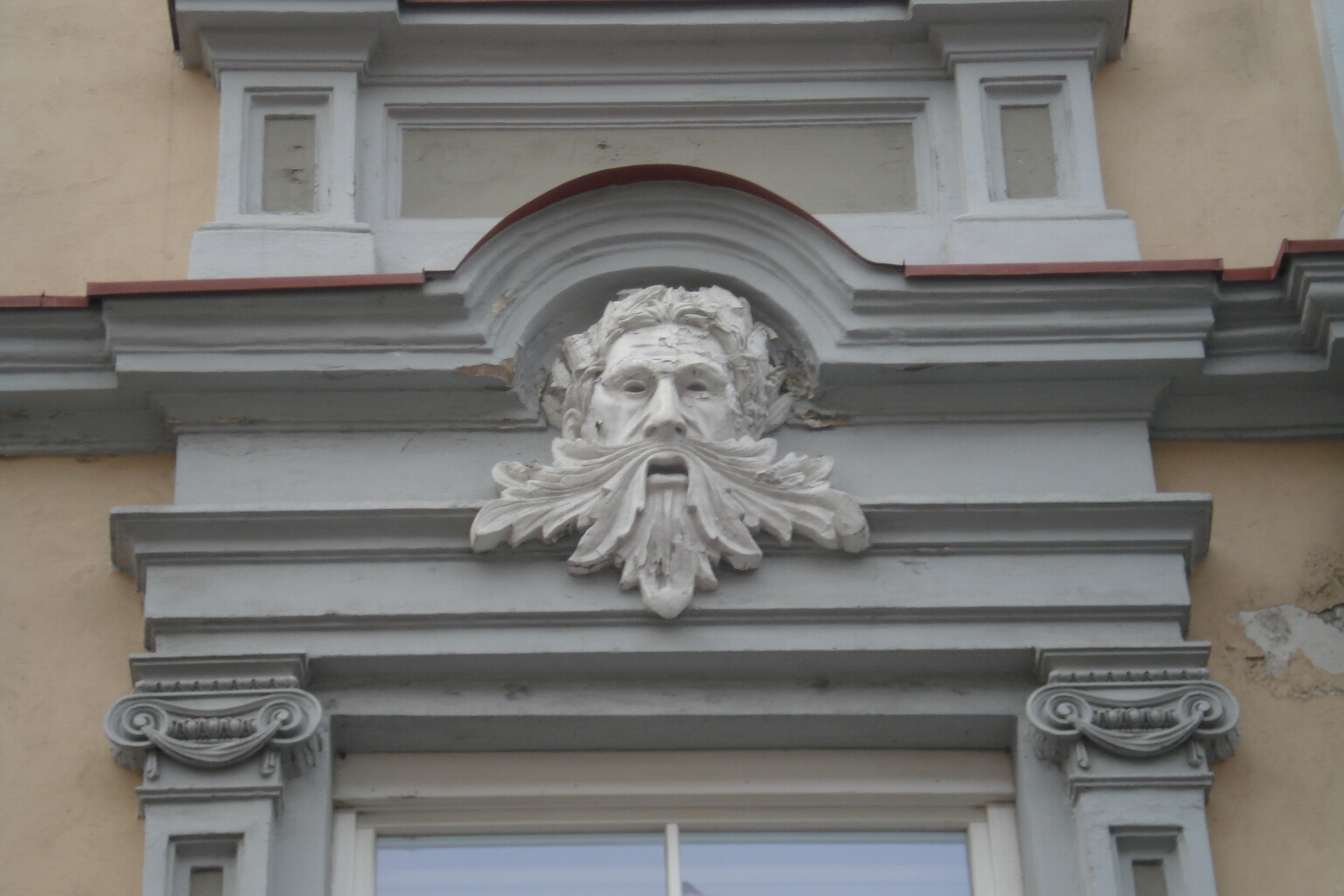
Диджёйи 5. Деталь фасада

В доме под номером 5 нижний этаж с улицы занимает пиццерия „Čili pica“ (Didžioji g. 5). В этом же здании размещаются Институт гражданского общества (Pilietinės visuomenės institutas) и Институт мониторинга прав человека (Žmogaus teisių stebėjimo institutas). Главный фасад и интерьер второго этажа отделаны обильным декором в стиле неоренессанса. Пышнее украшены две части по боком главного фасада; центральная часть почти без декора. Части дома и окна на втором и третьем этажах подчёркнуты пилястрами.
Дом упоминается в документах с XVII века, менял владельцев и перестраивался. Современный вид здание приобрело в XIX веке, а в 1913 году по проекту архитектора М. Прозорова его отремонтировал Л. Залкинд.

### Здание клиники

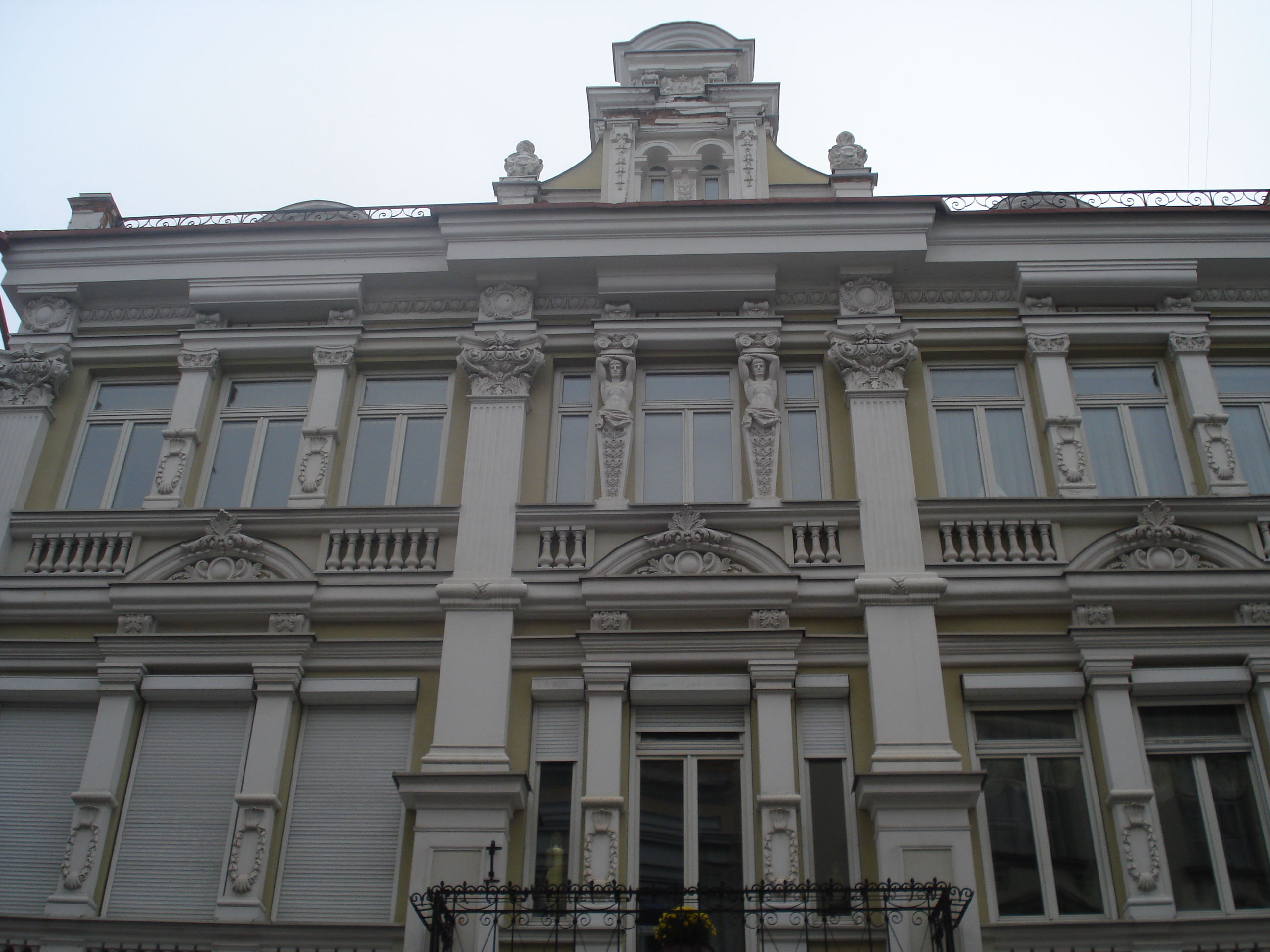
Диджёйи 10

По левую восточную сторону улицы за дворцом Ходкевичей следует ряд жилых домов, в нижних этажах которых со стороны улицы располагаются магазины сувениров (Didžioji g. 6), салоны швейцарских часов и изделий из янтаря (Didžioji g. 10). В доме под номером 10 в 1805—1831 годах располагалась первая университетская клиника, о чём гласит мемориальная таблица на фасаде. Готический дворец в этом месте принадлежал Гоштовтам, в XVI веке он перешёл в собственность Радзивиллов. В начале XIX века здание приобрёл Виленский университет и устроил здесь клинику.

### Дворец Паца

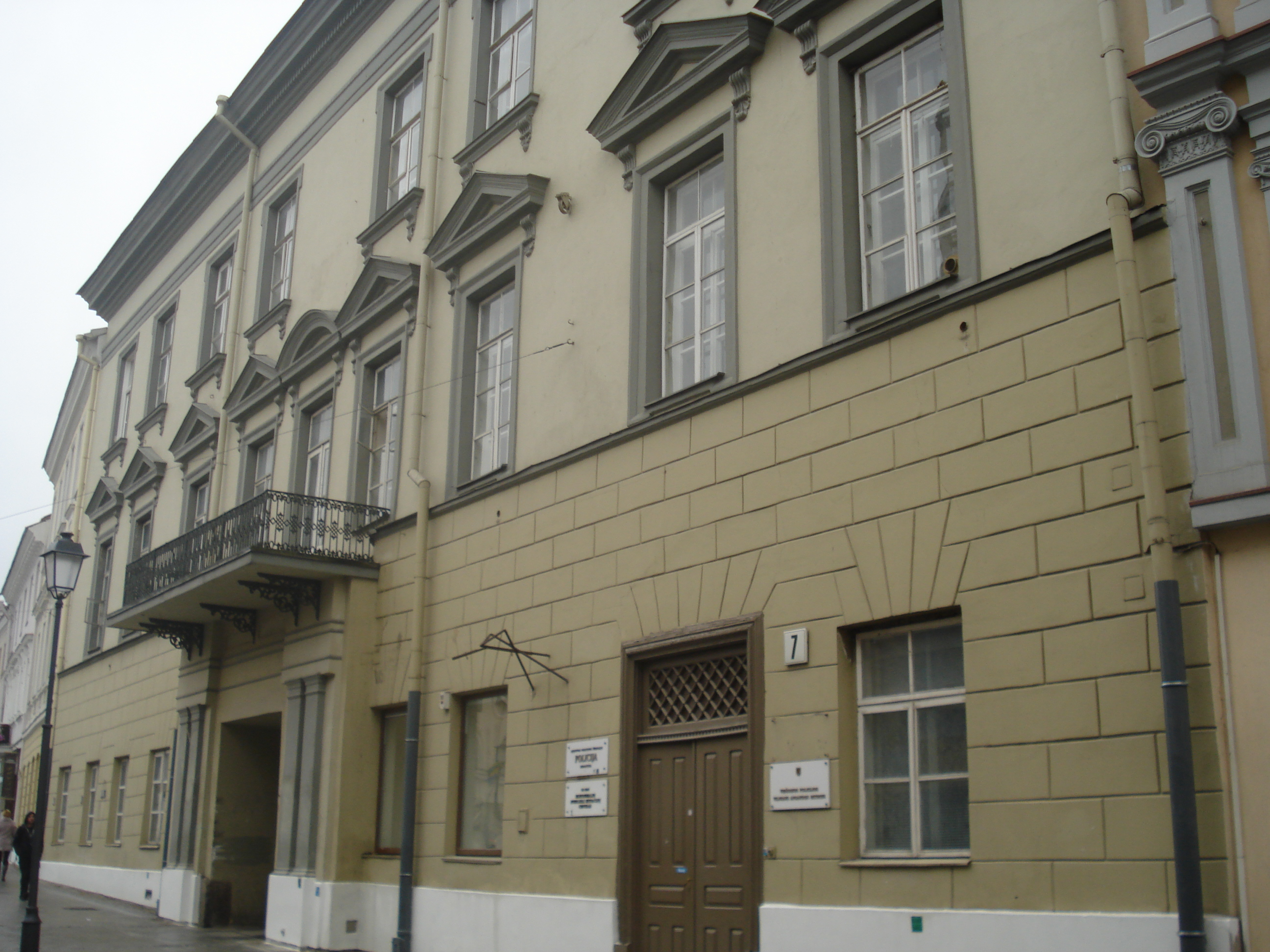
Дворец Паца

Дворец Паца (Didžioji g. 7) построен Михалом Казимиром Пацом, основателем костёла Святых Петра и Павла во второй половине XVII века на месте двух зданий XVI века. Предполагается, что отделывали его те же мастера, которые декорировали костёл Петра и Павла. Во дворце Паца останавливался король Ян Собеский (1688), в 1812 году устраивались банкеты и балы в честь Александра I, затем Наполеона. В 1822 году здесь проходили собрания филаретов. В 1839—1841 годах здание было перестроено; в нём разместился штаб Виленского военного округа. В межвоенный период и после Второй мировой войны в этом здании располагались военные учреждения. Сейчас здесь располагаются различные учреждение, в частности, редакция журнала «Полиция» („Policija“). Фасад трёхэтажного здания с балконом сохранил черты классицизма.

### Никольская церковь

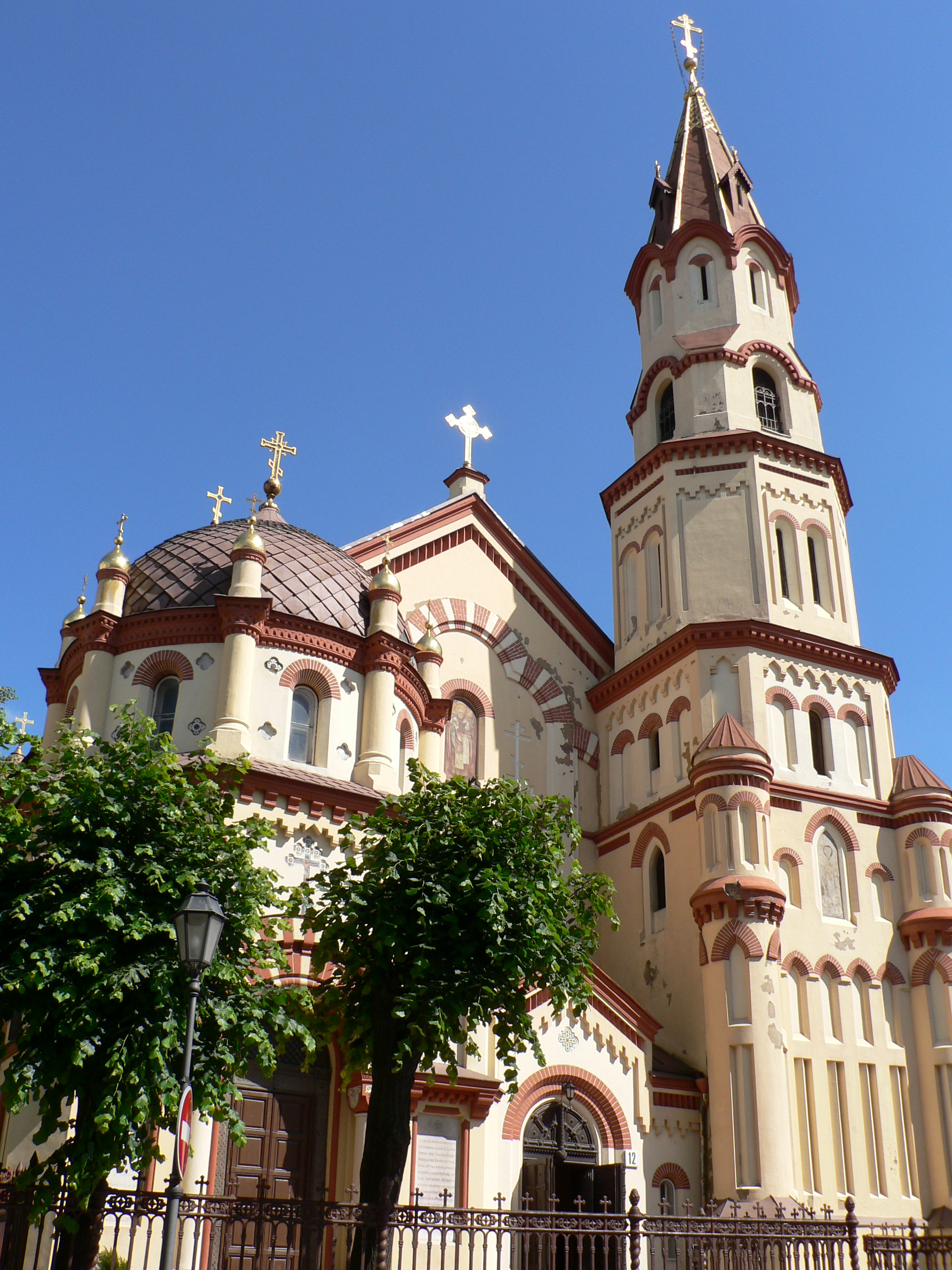
Никольская церковь

Напротив дворца Паца располагается Никольская церковь с высокой колокольней (Didžioji g. 12), один из древнейших православных храмов в Литве и памятник архитектуры местного значения. Он (первоначально деревянный) был заложен в XIV веке при великом князе литовском Ольгерде, затем здесь был возведён каменный храм. В 1514 году великий гетман литовский князь Константин Острожский воздвиг на прежнем фундаменте новый храм в готическом стиле, позднее перестраивавшийся в стиле барокко. Во второй половине 1860-х годов церковь была перестроена в русско-византийском стиле по проекту академика А. И. Резанова епархиальным архитектором Н. М. Чагиным. При этом были снесены заслонявшие её постройки, перед храмом сооружена металлическая решетка. Слева от входа была пристроена часовня во имя Святого Архистратига Божия Михаила.

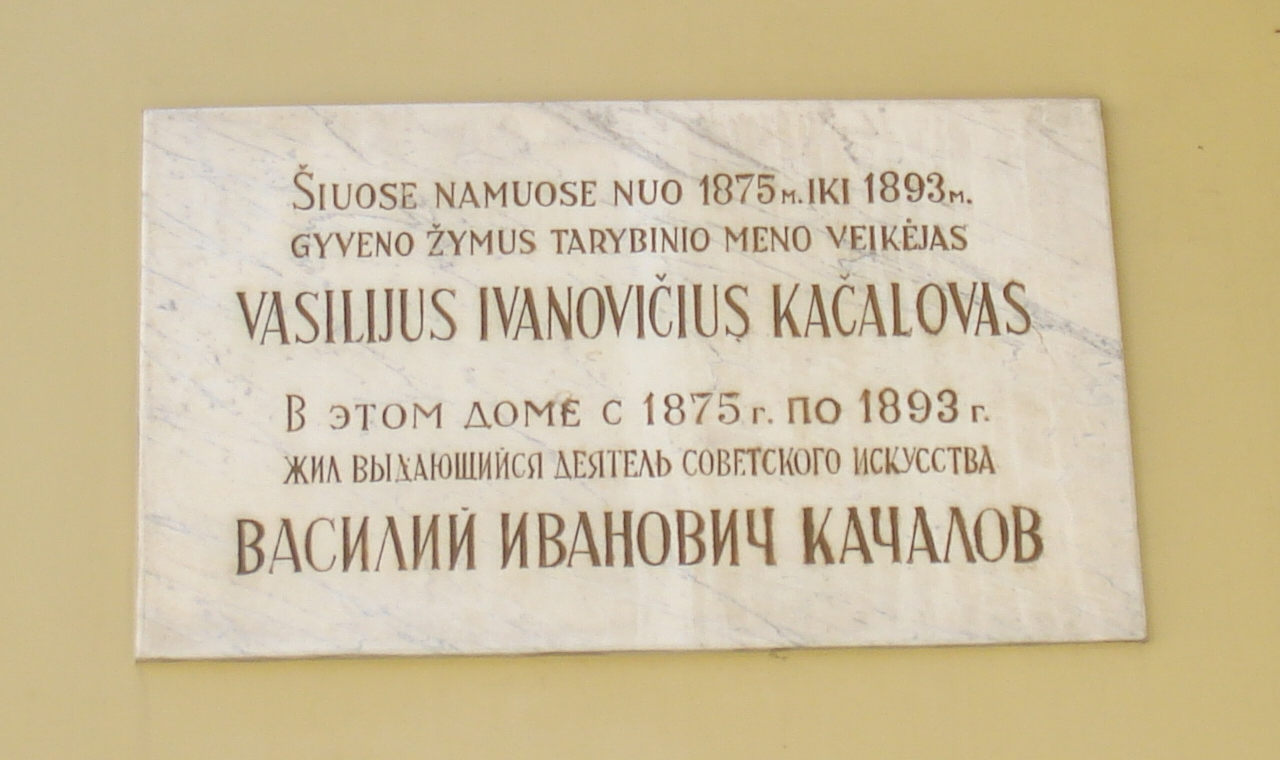
Таблица в память В. И. Качалова

Рядом с церковью находится дом (Didžioji g. 14), в котором родился и жил выдающийся русский актёр, народный артист СССР В. И. Качалов (настоящая фамилия Шверубович). Его отцом был настоятель Никольской церкви священник Иоанна Шверубовича. Принадлежавший ранее церкви дом построен из кирпича в XVIII веке (реконструировался в XIX веке и ремонтировался в 1990-х годах), оштукатурен и выкрашен в жёлтый цвет. Он состоит из четырёх соединённых корпусов в два и три этажа; всего в доме 16 квартир. Главный фасад здания выходит на улицу; на первом этаже со стороны улицы находится магазин. В 1960 году на стене третьего корпуса здания была установлена мемориальная таблица, на которой на литовском и русском языках написано, что в этом доме в 1875 году родился и по 1893 год жил выдающийся деятель советского искусства В. И. Качалов. Этим домом по левой восточной стороне улицы начинается сплошной ряд домов, в которых располагаются посольство Швеции в Литве (Didžioji g. 16), магазин кожаной одежды „Bison“ и, на углу с улицей Савичяус, банк „Nordea Lietuva“ (Didžioji g. 18 / 2).

### Посольство Швеции
Швеция была первым государством, открывшим своё посольство в Вильнюсе (29 августа 1991 года) после восстановления независимости Литвы; здание на улице Диджёйи было приобретено в 1996 году. Остатки древнейших строений на этом месте относятся к XIV веку; дом впервые упомянут в письменных источниках в 1567 году. Сохранившиеся элементы готической и барочной архитектуры тщательно отреставрированы.

### Русско-Азиатский банк

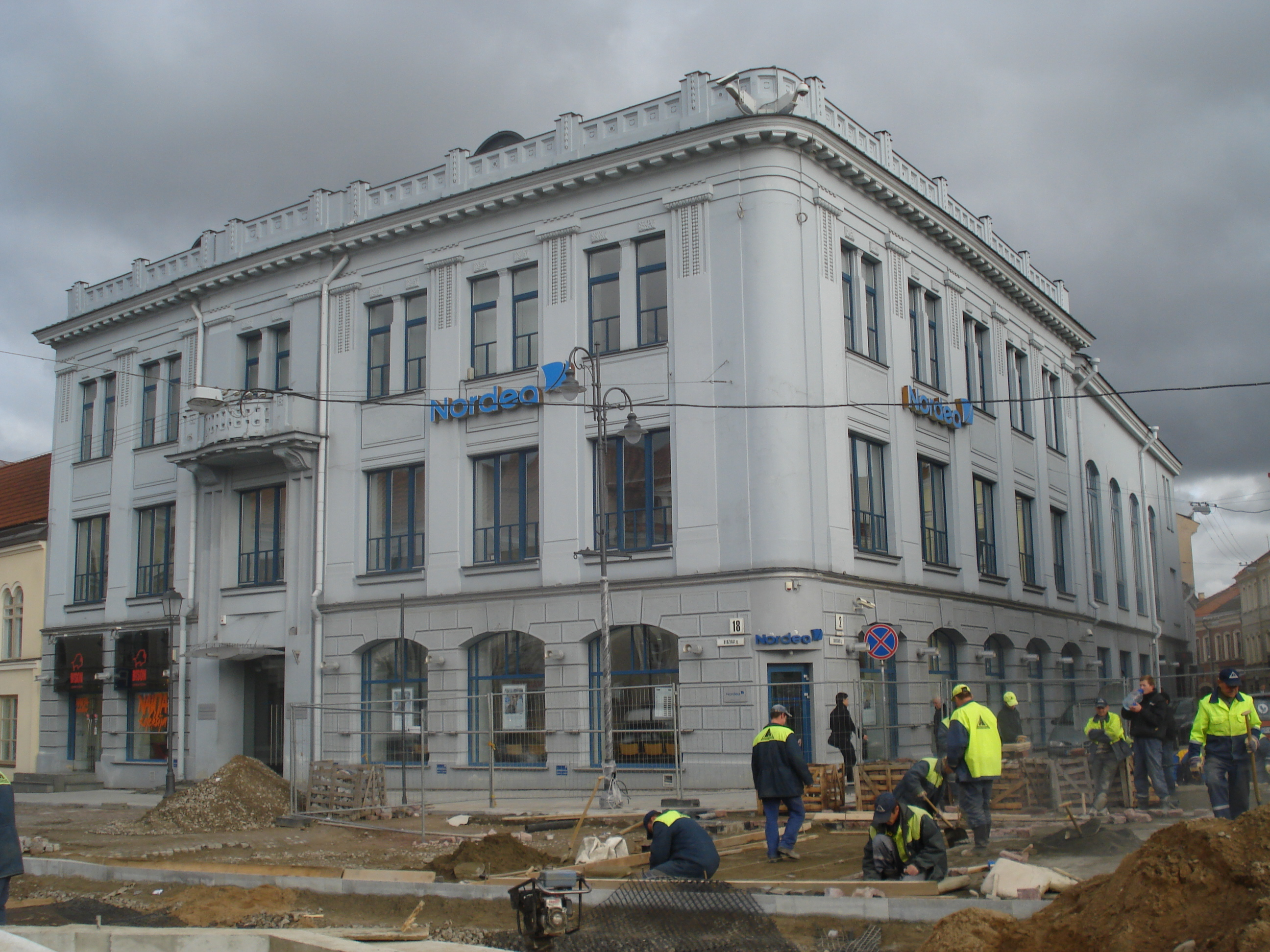
Диджёйи 18

Высокое трёхэтажное здание „Nordea Lietuva“ было перестроено в 1913 году из прежнего, неоднократно перестраивавшегося здания, по проекту архитектора Михаила Прозорова, для Русско-Азиатского банка. В период между двумя мировыми войнами здесь работал кинотеатр «Эден», в советское время — кинотеатр «Спалис» («Октябрь») и магазин одежды.
За улицей Савичяус улица Диджёйи расширяется, переходя в Ратушную площадь. По правую западную сторону стоят жилые дома, отчасти занятые различными учреждениями. В нижнем этаже дома под номером 11 располагаются салон льняной одежды и отделение банка „Ūkio bankas“ (Didžioji g. 11). В соседнем трёхэтажном здании с чертами классицизма на первом этаже ныне находится аптека „Vokiečių vaistinė“ (Didžioji g. 13). Соседнее трёхэтажное здание на углу с улицей Стиклю построено на месте старинной православной церкви Воскресения (XVI век); часть готической стены из красного кирпича сохранилась. Здесь располагается Центр исследования геноцида и резистенции жителей Литвы (Didžioji g. 17 / 1).

### «Аматининку ужейга»

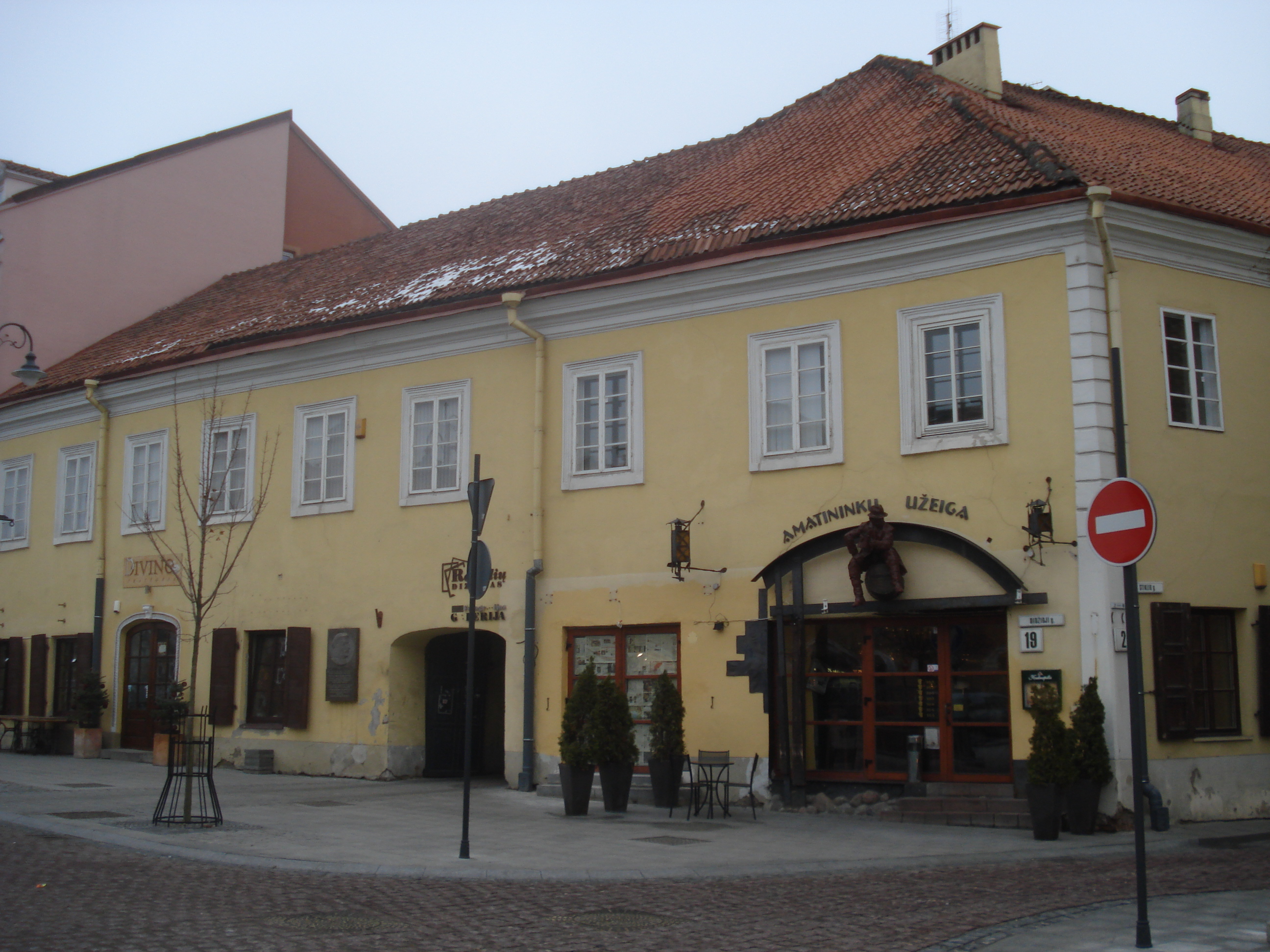
Диджёйи 19

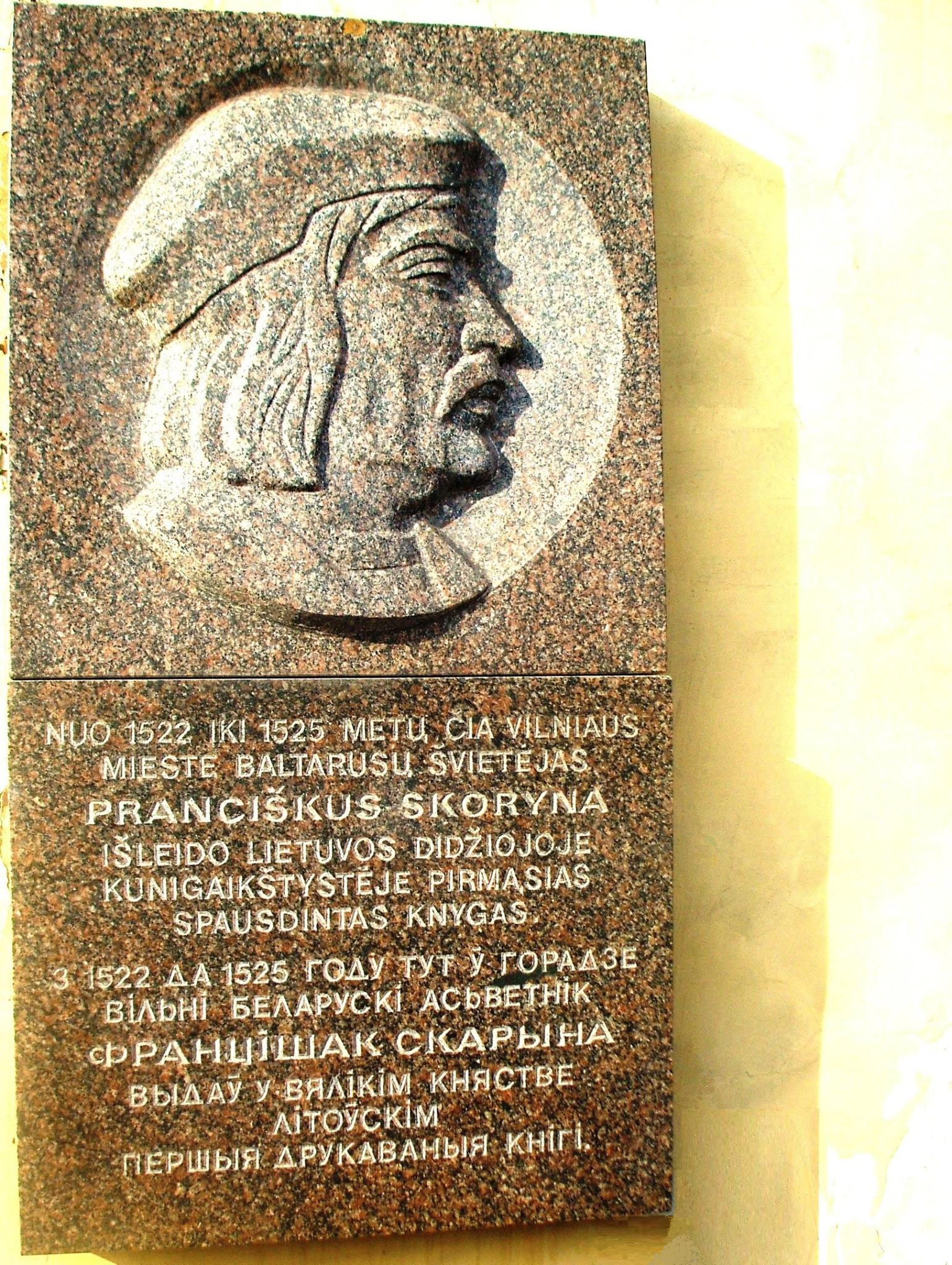
Мемориальная доска в память Ф. Скорины на доме № 19

По другую стороны улицы Стиклю стоит двухэтажный дом Бильдзюкевича, в котором сейчас располагаются бистро с горячим шоколадом, рестораны „Amatininkų užeiga“ и „Trattoria divina“ и ночной клуб. Дом был построен в конце XVI или в начале XVII века и принадлежал виленскому войту Михалу Бильдзюкевичу. Здание сохранило элементы ренессансной архитектуры. Особенно интересна галерея с аркадой во дворе.

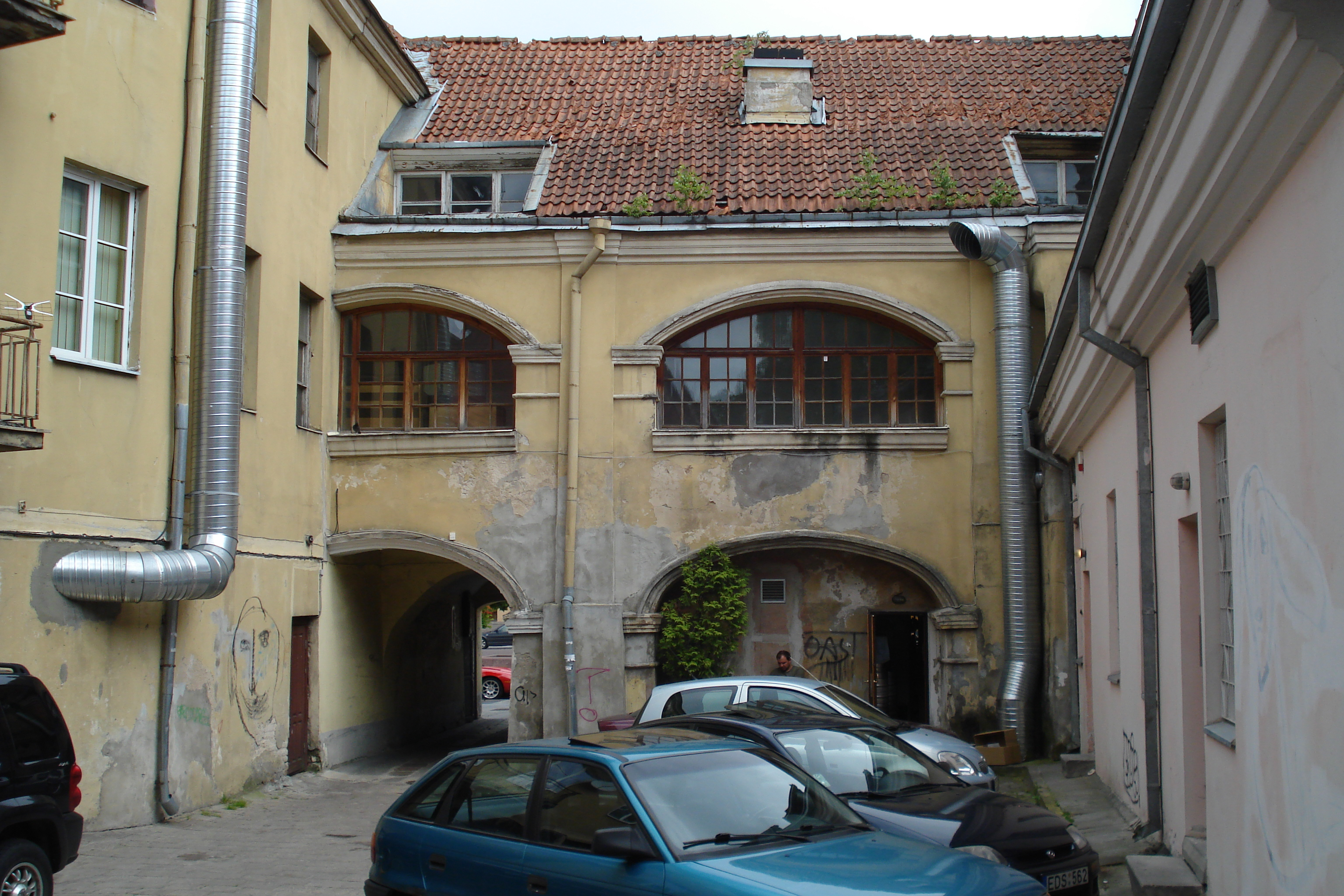
Галерея с аркадой

Предполагается, что в этом месте с 1519 года располагалась печатня Франциска Скорины; в память об этом на фасаде установлена мемориальная таблица с барельефом виленского первопечатника и надписями на литовском и белорусском языках (Didžioji g. 19 / 2). Позднее здесь же действовала печатня купцов Мамоничей, в которой работали Иван Фёдоров и Пётр Мстиславец. В этой типографии было выпущено «Четвероевангелие напрестольное» (1575), позднее — Литовский Статут (1588).
В соседнем здании размещается Польский институт (Didžioji g. 23) и салон модной одежды.

### Дом Антокольского

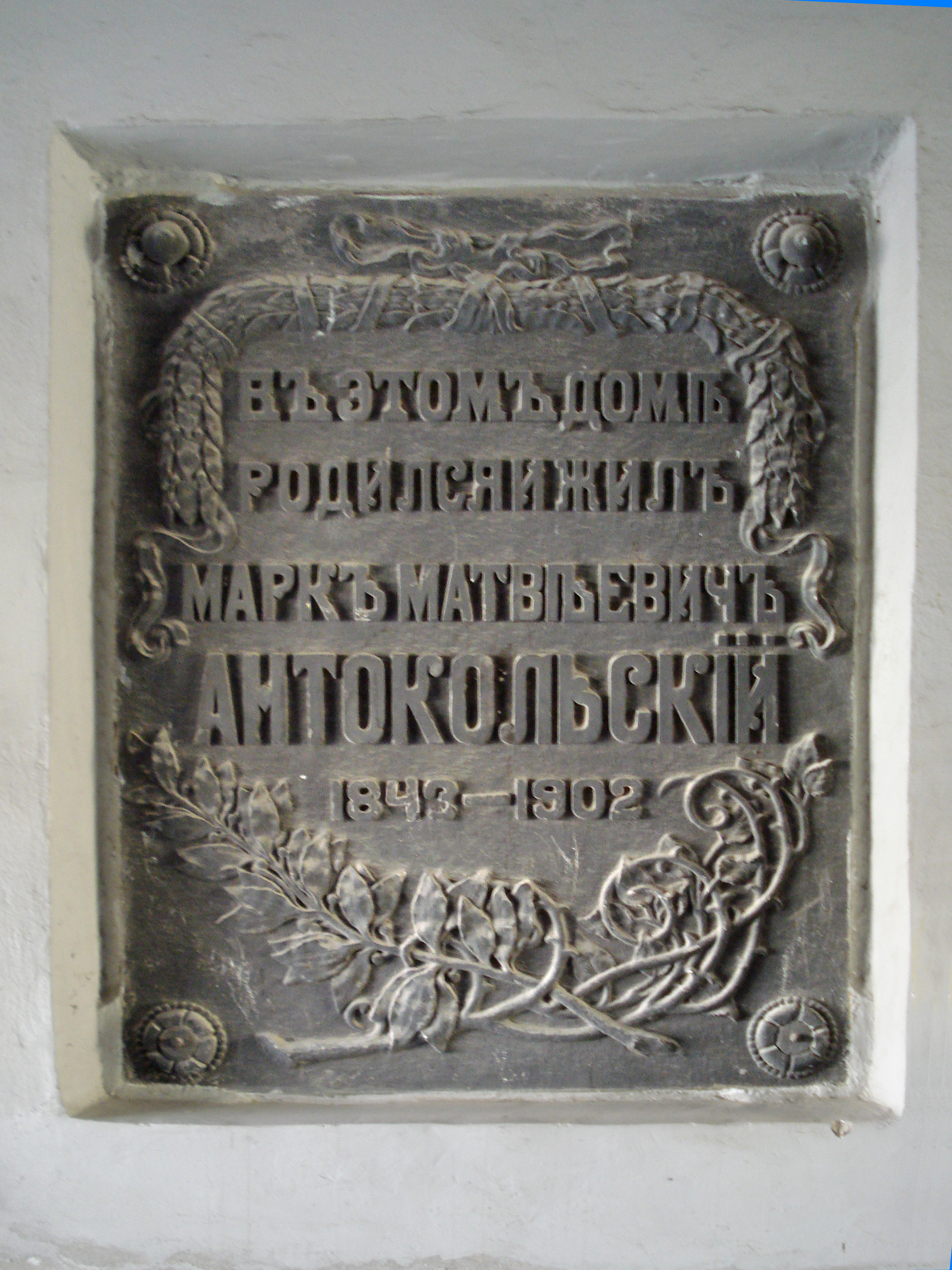
Мемориальная плита в память М. М. Антокольского

Под номером 25 находится трёхэтажный дом скульптора Марка Антокольского (Didžioji g. 25). Он был построен в конце XV века и неоднократно перестраивался. В подворотне, ведущей во двор, находится мемориальная таблица, установленная в 1906 году. Надпись на ней гласит, что в этом доме родился Антокольский. В действительности он родился в другом, более скромном и не сохранившемся доме на улице Субачяус, а в приобретённом им доме на Диджёйи скульптор жил только проездом..

### Диджёйи 27

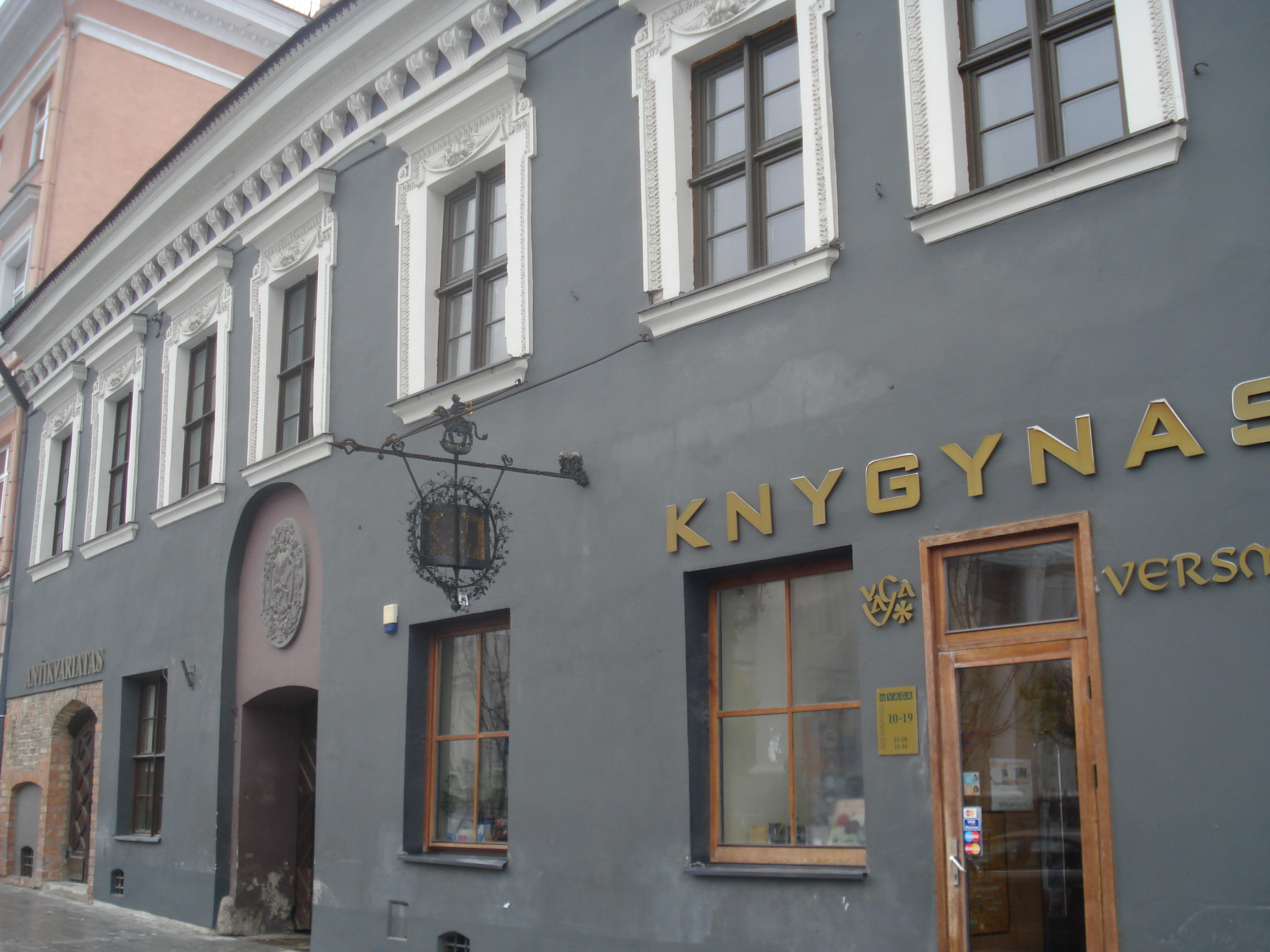
Диджёйи 27

Соседний двухэтажный дом (Didžioji g. 27) принадлежал монастырю тринтариев на Антоколе. Он был построен в XVI—XVII веках, отстраивался после пожара 1748 года. Здание содержит черты готики, ренессанса и позднего классицизма. Слева на первом этаже фасада под слоями штукатурки и краски открыт фрагмент сохранившейся готической стены.
В нижнем этаже здания открыт антиквариат и книжный магазин („Versmė“), оформление которого создал художник Пятрас Ряпшис (1973—1978) — живописное панно в интерьере (темпера на дереве) и металлическая рекламная вывеска в экстерьере. Медная вывеска воспроизводит титульную страницу первой литовской книги — «Катехизиса» Мартинаса Мажвидаса и фрагменты её стихотворного предисловия. Вплотную к этому зданию стоит угловой дом (по проекту В. И. Аникина), главный фасад которого протянулся вдоль улицы Вокечю.

### Диджёйи 20

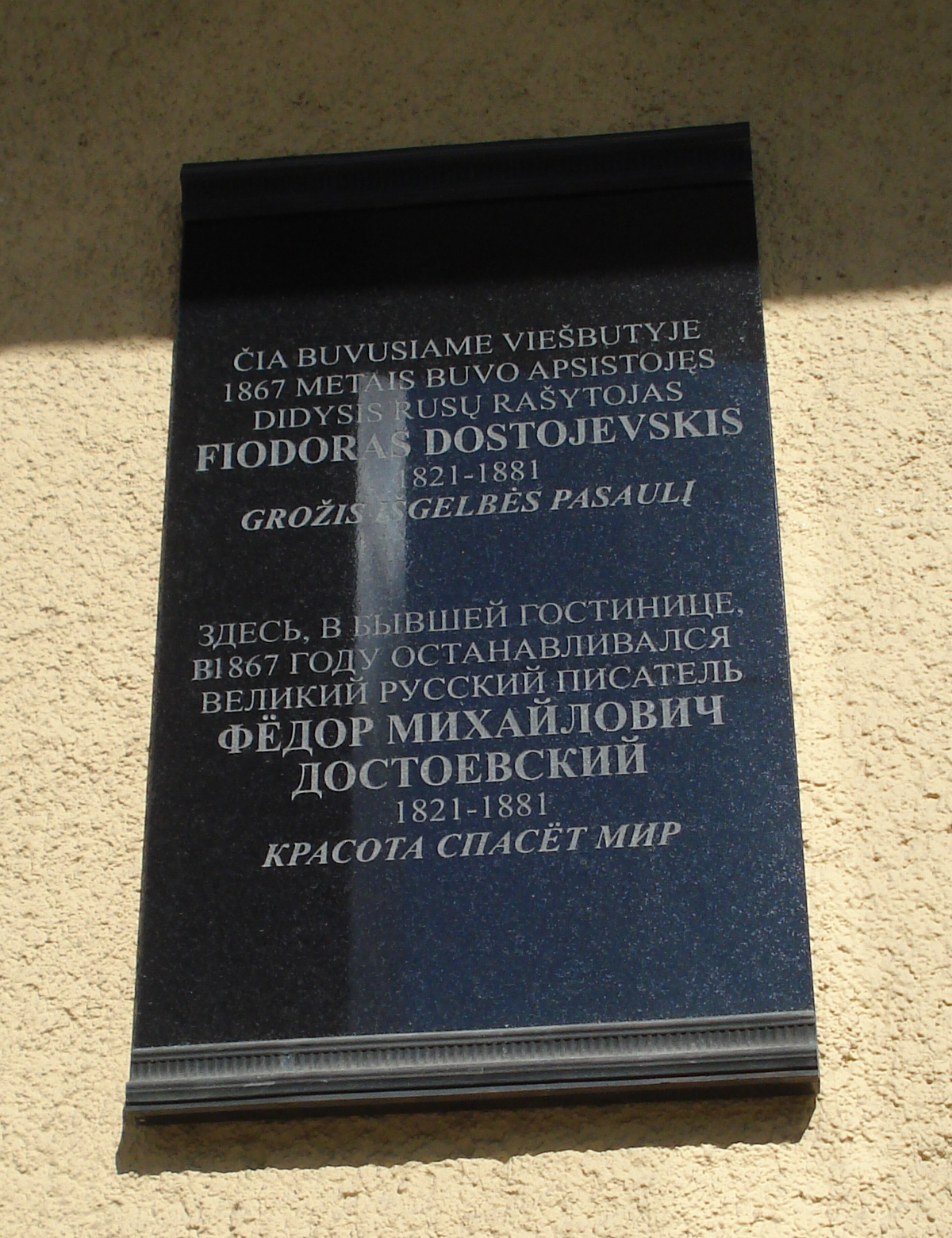
Таблица в память Ф. М. Достоевского

С восточной стороны Диджёйи за улицей Савичяус стоит высокий четырёхэтажный дом (Didžioji g. 20) с магазином готового платья в нижнем этаже. Здание было построено после Второй мировой войны на месте двух пострадавших в 1944 году домов Бунимовича, в которых действовали банк, кинотеатр и магазин. Здания Бунимовича были перестроены из прежних домов; в одном из них была гостиница, в которой в апреле 1867 года, проездом в Германию, останавливался Ф. М. Достоевский с А. Г. Достоевской. В память об этом в декабре 2006 года на фасаде установлена мемориальная плита с надписями на литовском и русском языках (скульптор Ромуалдас Квинтас).

### Большая и Малая гильдии

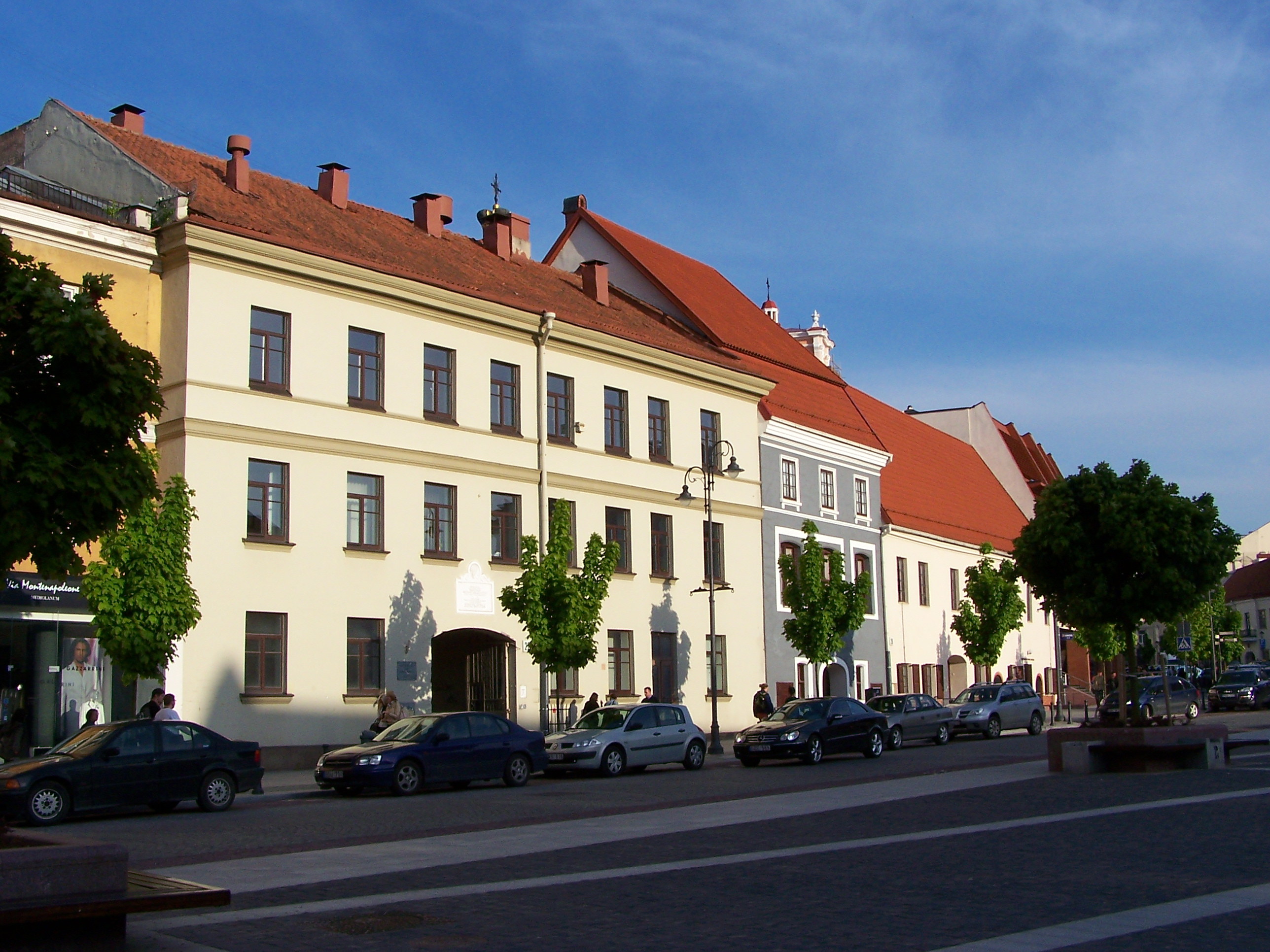
Диджёйи 22, 24, 26

Трёхэтажный дом под номером 22, в котором располагается, в частности, Институт гигиены Министерства здравоохранения, отмечен белой мемориальной таблицей с барельефом Адама Мицкевича и текстом на литовском и польском языках, гласящем, что поэт выехал в ссылку из этого дома 25 октября (6 ноября) 1824 года, покидая Вильно навсегда Didžioji g. 22).
К нему примыкает тёмно-серый трёхэтажный дом с высокой черепичной крышей. Дом был построен в начале XVI века, с 1645 года принадлежал Масальским. Здесь располагались магазины и квартиры. При перестройках в её архитектурном облике появились черты раннего классицизма. На главном фасаде сохранились фрагменты ренессансного орнамента, выполненного в технике сграффито. Соседний невысокий дом под номером 26 известен как Малая Гильдия. Это одно из самых древних готических зданий в Вильнюсе, построенное в XV веке. В подвале сохранились готические крестовые и цилиндрические своды, а также фрагменты стенной росписи XVIII века. На первом этаже также сохранились готические своды, ниши, оконные и дверные проёмы. Здание принадлежало купцам Мамоничам, с 1608 года — купеческому братству. Здесь размещались склады, мастерские, трактиры. Здание неоднократно перестраивалось, сильно пострадало при бомбардировках советской авиацией 1944 года, в 1957 году было восстановлено; здесь были открыты магазины и оборудованы квартиры. С 1985 года велась реконструкция, после которой в 1993 году в помещениях дома Масальских (Didžioji g. 24) и Малой Гильдии и был открыт Дом-музей Казиса Варнялиса (Didžioji g. 26). Он является подразделением Национального музея Литвы и знакомит с западноевропейской графикой, живописью, скульптурой XVII—XIX веков, а также коллекциями старинных географических карт, восточного искусства, мебелью эпохи ренессанса и барокко, собранием картин Казиса Варнялиса.

### Азовско-Донской банк

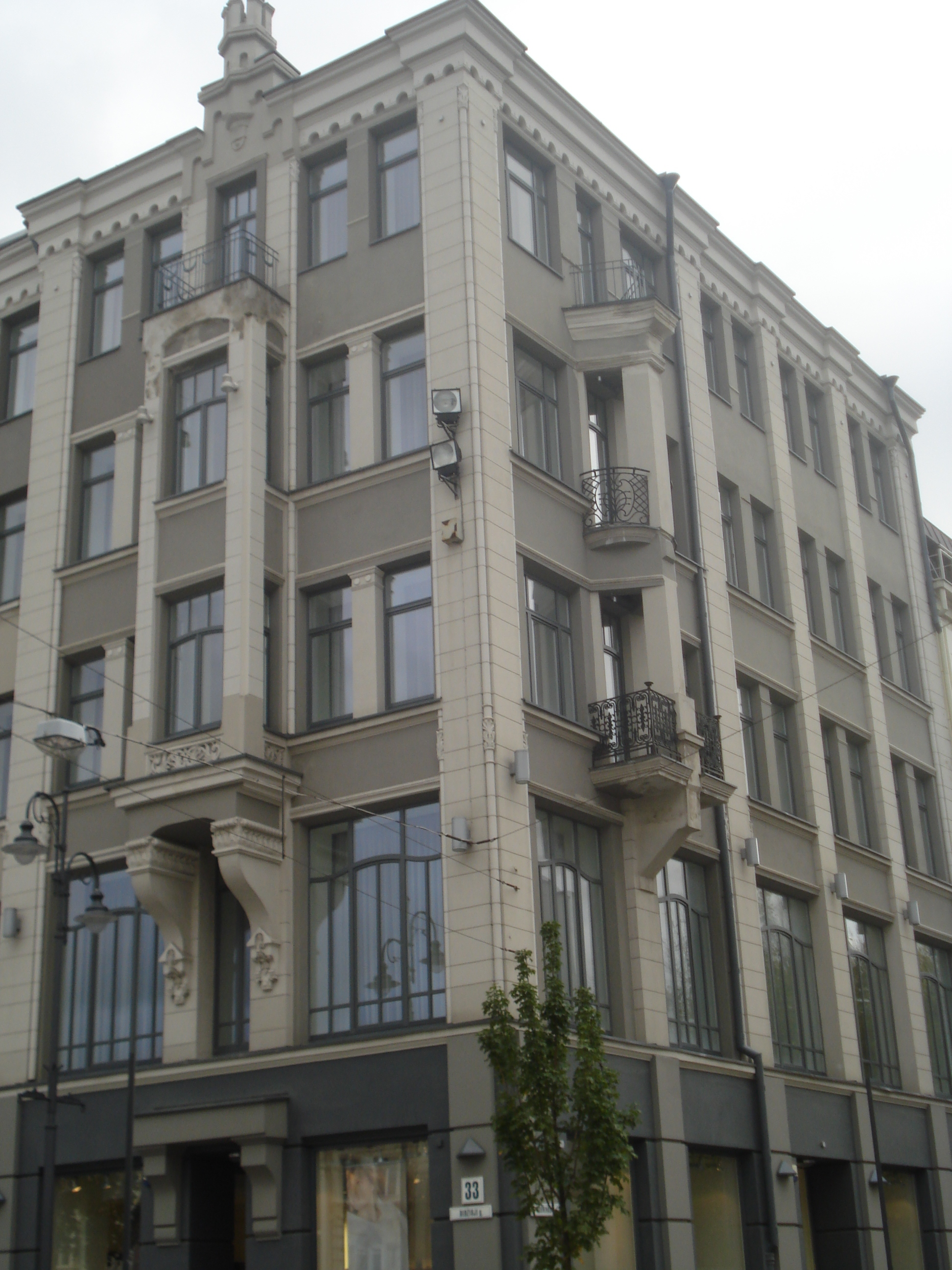
Диджёйи 33

За зданием Ратуши по нечётной стороне улицы находится пятиэтажное здание с сохранившимися элементами стиля ар нуво. Перед ним, вплотную примыкая к нему, стоял трёхэтажный (в 1904 году) бывший «Торговый дом Л. Залкинд», купцов Лейбы и Ребекки Залкинд, существовавший с 1872 года и, видимо, имевший адрес: ул. Большая, 31. Пятиэтажное здание, которое в 1904 году имело 4 этажа, было перестроено в 1910 году архитектором Михаилом Прозоровым. После реконструкции на втором этаже здания был оборудован операционный зал Азовско-Донского коммерческого банка, а на первом этаже также находился магазин или торговый дом «Л. Залкинд». Тогда же в здании появился лифт, один из первых в Вильне.
Пятиэтажное здание внушительных размеров своим экстерьером отвечало новым архитектурным веяниям начала XX века. После Второй мировой войны в здании располагался кинотеатр «Москва» и Дом моделей (Didžioji g. 33 / Rūdninkų g. 2).

### Гостиница «Италия»

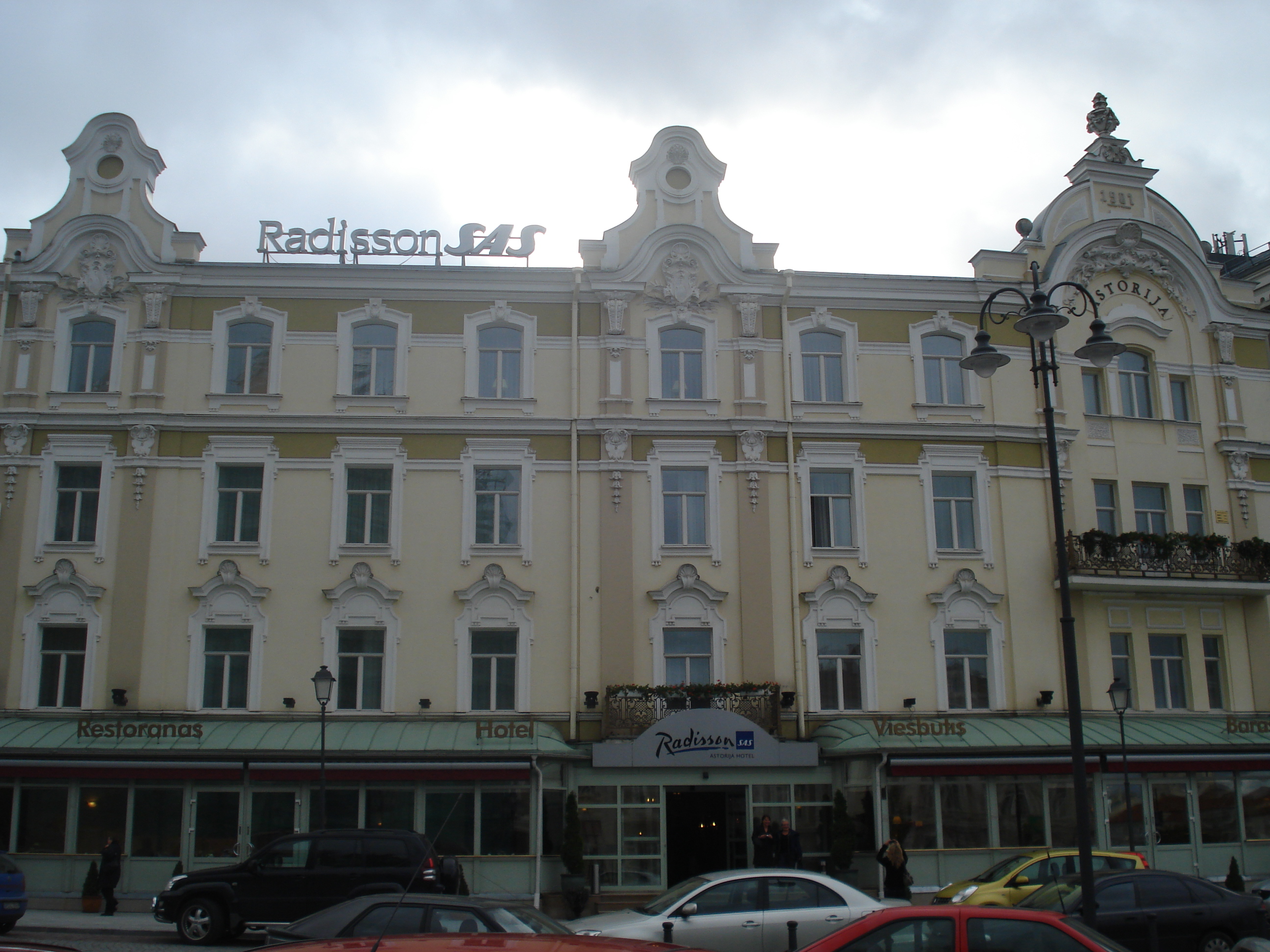
«Рэдиссон САС Астория»

Узкая улица Арклю отделяет это здание от гостиницы „Radisson SAS Astorija“ (Didžioji g. 35 / Arklių g. 2). Это бывший дом Витольда Вагнера, перестроенный в гостиницу «Италия» архитектором Августом Клейном в 1910 году (скорее всего, до 1904 года, т. к. на открытке Edition A. Fialko, Vilna. No. 17, изданной до 1904 года, здание уже имеет 4 этажа). При перестройке был достроен четвёртый этаж, а фасаду приданы необарочные формы. Здание реконструировалось в 1998 году.
В выгнутом вдоль улицы двухэтажном барочном, с чертами классицизма, здании под черепичной крышей располагается посольство Турции (Didžioji g. 37). Последний дом по западной стороне улицы — трёхэтажное классицистское здание бывшей аптеки (Didžioji g. 39 / Etmonų g. 1).

### Кинотеатр «Москва»
На восточной стороне улицы напротив Ратуши стоит здание под номером 28, построенное для кинотеатра «Москва» (позднее «Гелиос») с двумя кинозалами, вестибюлем и открытой галереей на первом этаже в 1975 году. Кинотеатр (архитектор Гядиминас Баравикас) подвергался критике как диссонанс в исторически сложившейся среде и слишком прямолинейное имитирование подлинной архитектуры Старого города. В 2001—2003 годах здание реконструировалось в центр торговли и развлечений (архитектор Леонидас Мяркинас). Сейчас здесь располагается казино, магазины „Armani City“ и „Rimi“ (Didžioji g. 28)
В соседнем трёхэтажном доме эклектичной архитектуры располагается „Nacionalinė kreditinė unija“.

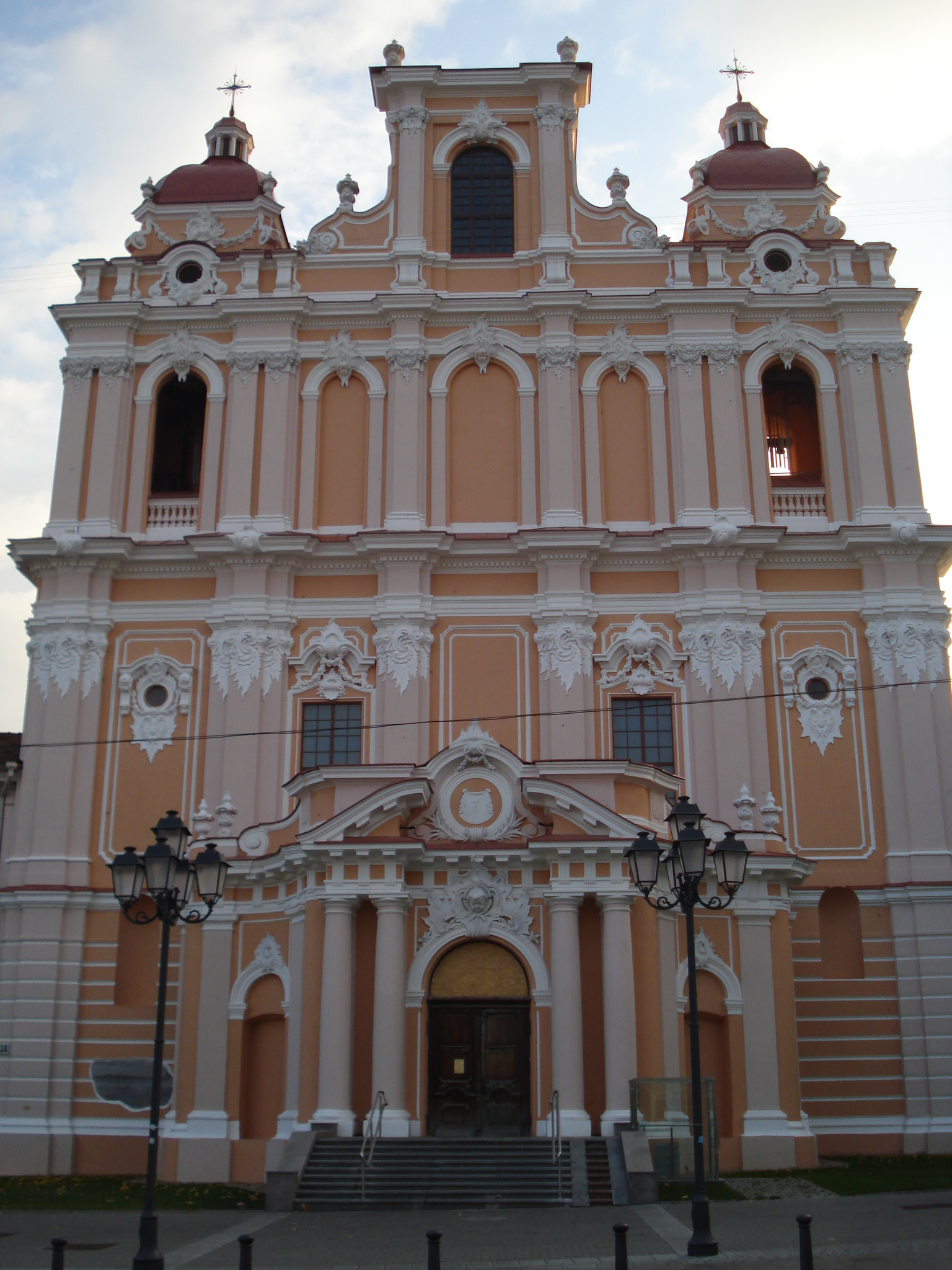
Костёл Святого Казимира

### Костёл Святого Казимира
За этим домом находятся здания иезуитского монастыря и костёла Святого Казимира — первого барочного храма в Вильнюсе (заложен в 1604 году; Didžioji g. 34) с пышно декорированным фасадом. В 1832 году костёл был закрыт и превращен в православный кафедральный собор Святого Николая. Здание перестраивалось для придания ему черт православного храма. Во время Первой мировой войны при немецкой оккупации храм стал гарнизонной протестантской церковью. После войны храм и прилегающие монастырские здания были возвращены иезуитам. В 1948 году костёл был закрыт. После реставрации в 1966 году в здании храма был открыт Музей атеизма. После восстановления независимости Литвы костёл и монастырь были возвращены католической церкви, отреставрированы и заново освящены.

### Дворец Абрамовичей

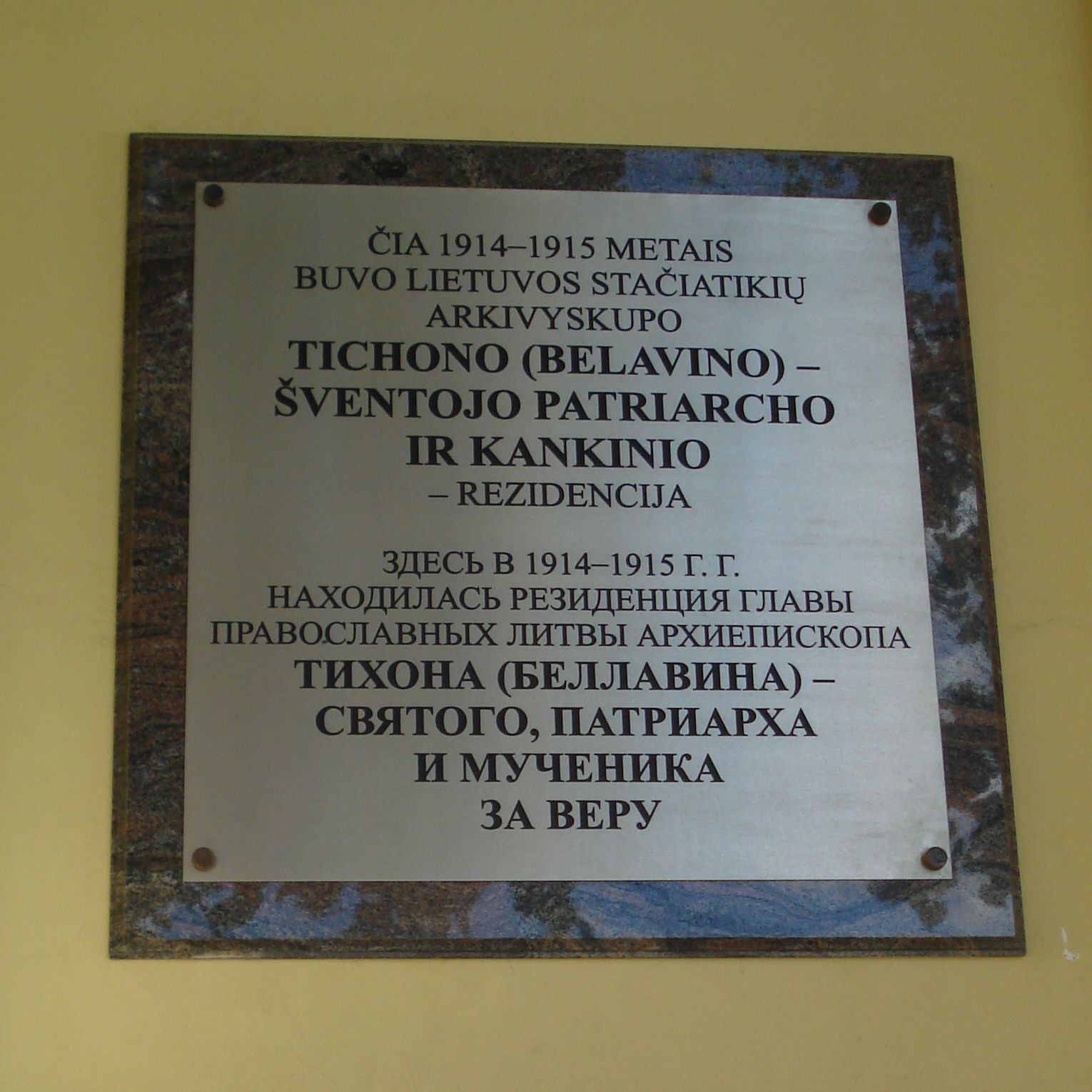
Таблица в память святителя Тихона

Рядом с костёлом стоит дворец Абрамовичей, в архитектурном облике которого сочетаются черты барокко и раннего классицизма. Постройки, находившиеся в этом месте, в 1790 году перешли в собственность Абрамовичей, по проекту Мартина Кнафкуса были соединены друг с другом и перестроены в дворец в стиле раннего классицизма. Располагавшийся рядом с ним костёл в 1832 году был отдан под православную церковь, в 1844 году храм стал кафедральным собором Святого Николая, а дворец перешёл во владение православного архиерея.
В этом дворце жил и работал святитель Тихон (Беллавин), в 1914—1917 годах возглавлявший Литовскую епархию в сане архиепископа Виленского и Литовского (с августа 1915 года находился в эвакуации). 19 февраля 2007 года на боковом северном фасаде главного корпуса бывшего архиерейского дома была открыта мемориальная плита с текстом на литовском и русском языках, напоминающая о том, что в этом здании находилась резиденция «главы православных Литвы архиепископа Тихона (Беллавина) — Святого, Патриарха и Мученика за веру».

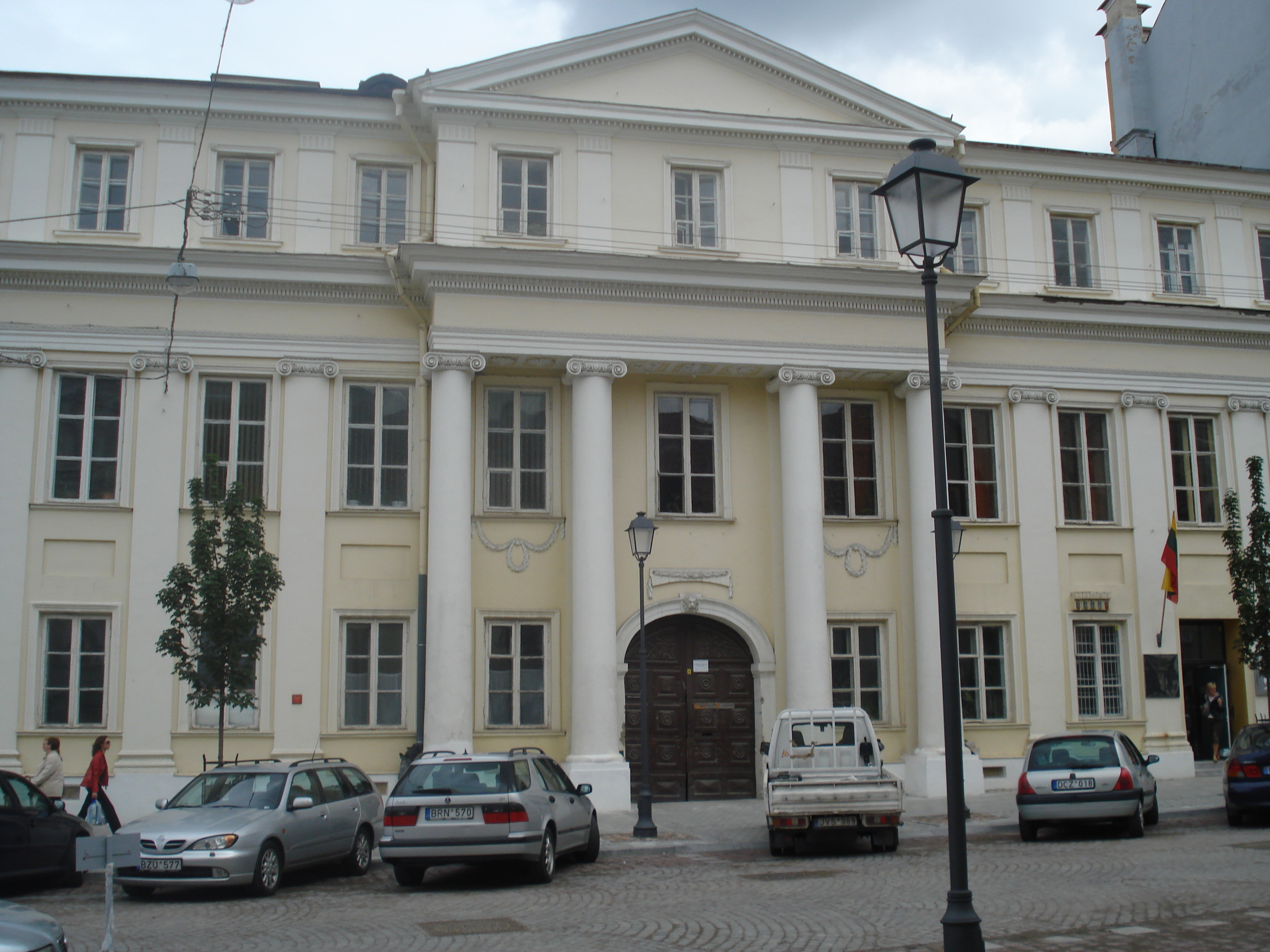
Дворец Абрамовичей

После Второй мировой войны в этом здании разместилось музыкальное училище имени Юозаса Таллат-Кялпши; ныне здание занимают Вильнюсская консерватория имени Юозаса Таллат-Кялпши (Didžioji g. 36) и факультет искусств Вильнюсской коллегии (Didžioji g. 38).
В трёхэтажном доме в конце улицы, на углу у перекрёстка, к котором выходят улицы Швянто Казимеро и Субачяус, в нижнем этаже располагается ресторан „Coffee Inn“. Фасад здания сохранил черты архитектуры классицизма. В кафе на улице Диджёйи происходят события сюжета фантастического рассказа Макса Фрая «Улица Диджойи (Didžioji g.). Испорченный телефон» из первого тома «Сказок старого Вильнюса».